# Eric C. Anderson
Eric C. Anderson is een Amerikaanse ondernemer en luchtvaartingenieur. Hij was in 1998 de mede-oprichter en voorzitter van Space Adventures Ltd., het eerste commerciële ruimtevaartbedrijf.
Anderson studeerde aerospace engineering aan de University of Virginia en kreeg in 1995 een stageplek bij de NASA. Hier ontdekte hij dat hij vanwege zijn ogen nooit astronaut zou kunnen worden, maar ook dat commerciële ruimtevluchten beter buiten de NASA om georganiseerd konden worden. In 1996 studeerde hij af en begon met het inzamelen van startkapitaal voor een ruimtevaartbedrijf. In Rusland kon hij piloten en het benodigde materieel huren. Na het organiseren van reizen met MiG's begon hij met de verkoop van ruimtereizen per Sojoez naar het ISS. De zakenman Dennis Tito was in 2001 zijn eerste klant.